# Nazario de Lerins
San Nazario (en francés Saint Nazaire) fue el decimocuarto abad del monasterio de Lérins (Francia).
Posiblemente vivió durante el reinado del rey merovingio Clotario II (584-629).
Atacó con éxito los restos de paganismo en la costa sur de Francia, hizo destruir un santuario de la diosa Venus cerca de Cannes, y en ese edificio fundó un convento para mujeres, que en el siglo VIII fue demolido por los sarracenos.
Su nombre está inscrito en el calendario de los santos de la Iglesia de Francia, el 18 de noviembre.